# Марія Перес
Марія Перес Гарсія (ісп. María Pérez García; нар. 29 квітня 1996) — іспанська легкоатлетка, яка спеціалізується в спортивній ходьбі.

## Спортивні досягнення
Срібна олімпійська призерка з ходьби на 20 км (2024).
Чемпіонка світу з ходьби на 20 та 35 км (2023).
Бронзова призерка командного чемпіонату світу з ходьби на дистанції 20 км в командному заліку (2018).
Срібна призерка командного чемпіонату світу з ходьби на дистанції 10 км в юніорській віковій категорії в командному заліку (2014).
Чемпіонка Європи з ходьби на 20 км (2018).
Переможниця командного чемпіонату Європи з ходьби на дистанції 35 км в особистому (2023, 2025) та командному заліку (2023).
Багаторазова переможниця командного чемпіонату Європи з ходьби на дистанції 20 км в командному заліку.
Призерка чемпіонату Європи серед молоді у ходьбі на 20 км (2017).
Рекордсменка світу та Європи у шосейній ходьбі на 35 км (2:37.15; 2023).
Рекордсменка Європи у шосейній ходьбі на 35 км (2:39.17; 2022).
багаторазова рекордсменка та чемпіонка Іспанії з дисциплін спортивної ходьби.